# Gran Premi d'Emília-Romanya del 2021
El Gran Premi d'Emília-Romanya de Fórmula 1, la segona carrera de la temporada 2021 va ser disputat al Autodromo Enzo e Dino Ferrari a Imola, de 16 al 18 de abril de 2021.
El Circuit d'Enzo i Dino Ferrari va continuar per segona temporada consecutiva al calendari de la Fórmula 1 per suplir la baixa del Circuit de Xangai, que havia d'acollir el Gran Premi de la Xina, que va ser suspès per la Pandèmia de COVID-19.

## Qualificació
La qualificació es va celebrar el dia 17 de abril.
| Pos                  | No | Pilot              | Constructor           | Part 1    | Part 2   | Part 3    | Sortida |
| -------------------- | -- | ------------------ | --------------------- | --------- | -------- | --------- | ------- |
| 1                    | 44 | Lewis Hamilton     | Mercedes              | 1:14.823  | 1:14.817 | 1:14.411  | 1       |
| 2                    | 11 | Sergio Pérez       | Red Bull-Honda        | 1:15.395  | 1:14.716 | 1:14.446  | 2       |
| 3                    | 33 | Max Verstappen     | Red Bull-Honda        | 1:15.109  | 1:14.884 | 1:14.498  | 3       |
| 4                    | 16 | Charles Leclerc    | Ferrari               | 1:15.413  | 1:14.808 | 1:14.740  | 4       |
| 5                    | 10 | Pierre Gasly       | AlphaTauri-Honda      | 1:15.548  | 1:14.927 | 1:14.790  | 5       |
| 6                    | 3  | Daniel Ricciardo   | McLaren-Mercedes      | 1:15.669  | 1:15.033 | 1:14.826  | 6       |
| 7                    | 4  | Lando Norris       | McLaren-Mercedes      | 1:15.009  | 1:14.718 | 1:14.875  | 7       |
| 8                    | 77 | Valtteri Bottas    | Mercedes              | 1:14.672  | 1:14.905 | 1:14.898  | 8       |
| 9                    | 31 | Esteban Ocon       | Alpine-Renault        | 1:15.385  | 1:15.117 | 1:15.210  | 9       |
| 10                   | 18 | Lance Stroll       | Aston Martin-Mercedes | 1:15.522  | 1:15.138 | Sin Temps | 10      |
| 11                   | 55 | Carlos Sainz Jr.   | Ferrari               | 1:15.406  | 1:15.199 |           | 11      |
| 12                   | 63 | George Russell     | Williams-Mercedes     | 1:15.826  | 1:15.261 |           | 12      |
| 13                   | 5  | Sebastian Vettel   | Aston Martin-Mercedes | 1:15.459  | 1:15.394 |           | 13      |
| 14                   | 6  | Nicholas Latifi    | Williams-Mercedes     | 1:15.653  | 1:15.593 |           | 14      |
| 15                   | 14 | Fernando Alonso    | Alpine-Renault        | 1:15.832  | 1:15.593 |           | 15      |
| 16                   | 7  | Kimi Räikkönen     | Alfa Romeo-Ferrari    | 1:15.974  |          |           | 16      |
| 17                   | 99 | Antonio Giovinazzi | Alfa Romeo-Ferrari    | 1:16.122  |          |           | 17      |
| 18                   | 47 | Mick Schumacher    | Haas-Ferrari          | 1:16.279  |          |           | 18      |
| 19                   | 9  | Nikita Mazepin     | Haas-Ferrari          | 1:16.797  |          |           | 19      |
| 107% Temps: 1:19.899 |    |                    |                       |           |          |           |         |
| 20                   | 22 | Yuki Tsunoda       | AlphaTauri-Honda      | Sin Temps |          |           | 201     |
| Font                 |    |                    |                       |           |          |           |         |

Notes
- Yuki Tsunoda va col·lidir a la Q1, no podent marcar cap registre i acabant en la última posició.[4]
- Millor posició de sortida de Sergio Pérez des del Gran Premi de Turquia del 2020 i en la seva trajectòria a la Fórmula 1.
- Primer cop que els dos Williams Racing passen el tall de la Q1 des del Gran Premi d'Hongria del 2020 i millor posició de sortida de Nicholas Latifi en la seva trajectòria a la F1 (va ser quinzè a Hongria 2020).
- Pole número 99 per Lewis Hamilton des del seu debut a la Fórmula 1, situant-se així a 1 de les 100 i ser el primer pilot en assolir tal xifra de posicions preferents en la història del gran circ.
- Pitjor posició de sortida de Valtteri Bottas des del Gran Premi de Turquia del 2020.
- Primer cop que Fernando Alonso és derrotat pel seu company d'equip en una ronda classificatòria en 25 GP's
- Primer cop que un pilot de Ferrari no es classifica per la Q3 des d'Abu Dhabi 2020

## Resultats després de la cursa
La cursa va ser realitzada en el dia 18 de abril.
| Pos                                                               | No | Pilot              | Constructor           | Voltes | Temps / Retirada | Pos.Sortida | Punts |
| ----------------------------------------------------------------- | -- | ------------------ | --------------------- | ------ | ---------------- | ----------- | ----- |
| 1                                                                 | 33 | Max Verstappen     | Red Bull-Honda        | 63     | 2:02:34.598      | 3           | 25    |
| 2                                                                 | 44 | Lewis Hamilton     | Mercedes              | 63     | +22.000          | 1           | 191   |
| 3                                                                 | 4  | Lando Norris       | McLaren-Mercedes      | 63     | +23.702          | 7           | 16    |
| 4                                                                 | 16 | Charles Leclerc    | Ferrari               | 63     | +25.579          | 4           | 12    |
| 5                                                                 | 55 | Carlos Sainz Jr.   | Ferrari               | 63     | +27.036          | 11          | 10    |
| 6                                                                 | 3  | Daniel Ricciardo   | McLaren-Mercedes      | 63     | +51.220          | 6           | 8     |
| 7                                                                 | 10 | Pierre Gasly       | AlphaTauri-Honda      | 63     | +52.818          | 5           | 6     |
| 8                                                                 | 18 | Lance Stroll       | Aston Martin-Mercedes | 63     | +56.9094         | 10          | 4     |
| 9                                                                 | 31 | Esteban Ocon       | Alpine-Renault        | 63     | +65.704          | 9           | 2     |
| 10                                                                | 14 | Fernando Alonso    | Alpine-Renault        | 63     | +66.561          | 15          | 1     |
| 11                                                                | 11 | Sergio Pérez       | Red Bull-Honda        | 63     | +67.151          | 2           |       |
| 12                                                                | 22 | Yuki Tsunoda       | AlphaTauri-Honda      | 63     | +73.1842         | 20          |       |
| 13                                                                | 7  | Kimi Räikkönen     | Alfa Romeo-Ferrari    | 63     | +1 volta5        | 16          |       |
| 14                                                                | 99 | Antonio Giovinazzi | Alfa Romeo-Ferrari    | 62     | +1 volta         | 17          |       |
| 15                                                                | 5  | Sebastian Vettel   | Aston Martin-Mercedes | 61     | Caixa del canvi  | PL'3        |       |
| 16                                                                | 47 | Mick Schumacher    | Haas-Ferrari          | 61     | +2 voltes        | 18          |       |
| 17                                                                | 9  | Nikita Mazepin     | Haas-Ferrari          | 61     | +2 voltes        | 19          |       |
| 18                                                                | 77 | Valtteri Bottas    | Mercedes              | 30     | Col·lisió        | 8           |       |
| 19                                                                | 63 | George Russell     | Williams-Mercedes     | 30     | Col·lisió        | 12          |       |
| 20                                                                | 6  | Nicholas Latifi    | Williams-Mercedes     | 0      | Accident         | 14          |       |
| Volta ràpida: Lewis Hamilton (Mercedes) – 1:16.702 (en el lap 60) |    |                    |                       |        |                  |             |       |
| Font:                                                             |    |                    |                       |        |                  |             |       |

Notes
- Lewis Hamilton va obtenir la volta ràpida de la cursa.
- Yuki Tsunoda va rebre una punició de 5 segons en temps final per excedir els límits de la pista varies vegades.
- Sebastian Vettel va començar en el pitlane per problems mecànics. Tabé va rebre una punició d'un Stop&Go de 10 segons per no tenir muntats els seus pneumàtics 5 minuts abans de l'inici de la cursa.
- Lance Stroll va rebre una punició de 5 segons per avançar a Pierre Gasly sobrepassant els límits de la pista.
- Kimi Räikkönen va rebre una punició de 30 segons per no accedir al Pit-Lane per fer la sortida post bandera vermella des d'allà després de sortir-se de pista a Tamburello i perdre plaça amb Lewis Hamilton i Yuki Tsunoda.
- Valtteri Bottas i George Russell van patir un accident quan batallaven per la novena plaça al arribar a la variant de Tamburello, cuasant el segon cotxe de seguretat de la sessió i posteriorment la bandera vermella.
- Lando Norris va pujar al podi per primer cop del del Gran Premi d'Àustria del 2020, essent el seu segon podi en el seu palmarès a la Fórmula 1 i el primer de McLaren amb motor Mercedes des del Gran Premi d'Austràlia del 2014.
- Primer punt per a Fernando Alonso Díaz des de Gran Premi de Singapur del 2018 i en el seu retorn a la F1.
- Primers punts per Alpine
- Nicholas Latifi va patir un accident a la primera volta de la cursa al tancar a Nikita Mazepin entre Acque Minerali i la Variante Alta, xocant-se contra el mur i destrossant el seu cotxe.

## Classificació després de la cursa
| Pos. | Pilot           | Punts | Canvis |
| ---- | --------------- | ----- | ------ |
| 1    | Lewis Hamilton  | 44    | =      |
| 2    | Max Verstappen  | 43    | =      |
| 3    | Lando Norris    | 27    | 1      |
| 4    | Charles Leclerc | 20    | 2      |
| 5    | Valtteri Bottas | 16    | 2      |

| Pos. | Constructor      | Punts | Canvis |
| ---- | ---------------- | ----- | ------ |
| 1    | Mercedes         | 60    | =      |
| 2    | Red Bull-Honda   | 53    | =      |
| 3    | McLaren-Mercedes | 41    | =      |
| 4    | Ferrari          | 34    | =      |
| 5    | AlphaTauri-Honda | 7     | =      |